# Machelen
Machelen es un municipio de Bélgica que pertenece a la comunidad flamenca y está situado en la región de Flandes, en el arrondissement de Halle-Vilvoorde. El municipio comprende las localidades de Diegem y la propia Machelen. Machelen fue el lugar de nacimiento del compositor renacentista Cipriano de Rore.
Según el censo de 2018, la ciudad contaba con 15.417 habitantes.
Su iglesia está decorada mediante esgrafiado, obra del artista modernista  de Bruselas Gabriel van Dievoet.

## Demografía

### Evolución
Todos los datos históricos relativos al actual municipio, el siguiente gráfico refleja su evolución demográfica, incluyendo municipios después de efectuada la fusión el 1 de enero de 1977.
| Gráfica de evolución demográfica de Machelen entre 1846 y 2020 |
|                                                                |